# 圣罗科-阿尔波尔托
圣罗科-阿尔波尔托（義大利語：San Rocco al Porto），是意大利洛迪省的一个市镇。总面积30平方公里，人口3582人，人口密度119.4人/平方公里（2009年）。ISTAT代码为098049。